# Obertura festiva
L'Obertura festiva (en rus: Праздничная увертюра, romanitzat: Prazdnichnaya uvertyura), op. 96, és una obra orquestral composta per Dmitri Xostakóvitx el 1954. Va ser un encàrrec per a la celebració del 37è aniversari de la Revolució d'Octubre del Teatre Bolxoi, la partitura s'ha convertit des de llavors en una de les partitures ocasionals més perdurables de Xostakóvitx.

## Origen i context
En el moment en què va compondre l'Obertura festiva, Xostakóvitx estava compromès amb el Teatre Bolxoi com a consultor musical. Segons Lev Lebedinski, l'encàrrec va ser el resultat d'una visita improvisada a l'apartament del compositor per part de Vassili Nebolsin, que va venir a expressar la necessitat urgent del Bolxoi d'una obra de celebració amb poca antelació. Amb només tres dies per complir el termini, Xostakóvitx va acceptar oferir una obra adequada i de seguida va començar a compondre l'Obertura festiva. Al cap d'una hora, Nebolsin va començar a enviar missatgers a l'apartament del compositor per recollir la partitura pàgina per pàgina completada, que després les va portar als copistes de música del Bolxoi per tal de preparar les parts per a la interpretació. L'estrena de la partitura va tenir lloc el 6 de novembre de 1954 al Bolxoi, amb l'orquestra de la casa dirigida per Aleksandr Melik-Paixaiev.

## Instrumentació
Xostakóvitx va escriure l'obertura per a un flautí, dues flautes, tres oboès, tres clarinets en la, dos fagots, un contrafagot; quatre trompes en fa, tres trompetes en si ♭, dos trombons, un trombó baix, una tuba; una secció de percussió amb timbales, triangle, plats, bombo i caixa; i cordes. Xostakóvitx també inclou un complement addicional de metall que consta de quatre trompes en fa, tres trompetes en si ♭, dos trombons i un trombó baix.

## Música
L'Obertura festiva comença amb una fanfàrria de llautó que després reapareix abans de la coda de l'obra. Va ser reciclat a partir del moviment "Aniversari" del Quadern infantil, op. 69. Gerard McBurney ha observat que la semblança de l'obra amb l'obertura de Mikhail Glinka a la seva òpera Ruslan i Liudmila és una prova del seu ús com a model per a Xostakóvitx. En total, l'Obertura festiva dura aproximadament 6 minuts.
El mateix Xostakóvitx va descriure l'Obertura festiva com "només una obra breu, d'esperit festiu o celebrador".

## Recepció
Lebedinski va assistir als assajos generals de l'Obertura festiva i més tard va recordar les seves primeres impressions sobre l'obra: "Vaig escoltar aquesta obra efervescent brillant, amb la seva energia viva que es desbordava com un xampany sense tap". Sofia Khentova va escriure que en aquesta partitura Xostakóvitx "amb la seva sensibilitat habitual, va entendre l'actualitat i la necessitat de l'obertura com a gènere democràtic de masses", lloant el seu "espectacular flaix d'expressivitat, brillantor festiu, i brillantor de l'orquestració". L'obra es va fer molt popular i sovint es representava durant esdeveniments commemoratius de les festes soviètiques.
L'Obertura festiva, juntament amb el Concert per a violoncel núm. 1, va ser una de les dues úniques obres que Xostakóvitx va dirigir ell mateix. Aquesta actuació va tenir lloc en un festival dedicat a la seva música a Gorki el 12 de novembre de 1962.
Cinc anys després de la mort de Xostakóvitx, l'Obertura festiva va ser escollida com a tema musical característic dels Jocs Olímpics d'estiu de 1980 a Moscou.